# Praia das Palmas

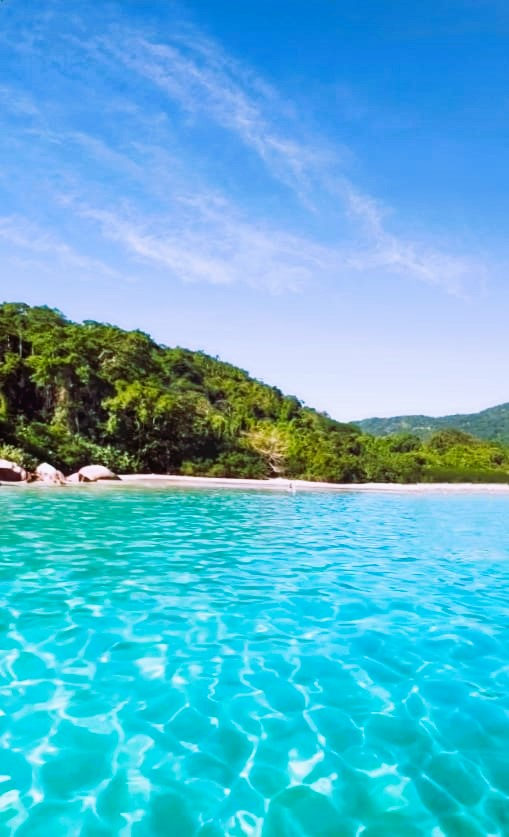
Praia das Palmas

A Praia das Palmas localiza-se na Ilha Anchieta, no município de Ubatuba, estado de São Paulo. Com uma paisagem paradisíaca, cercada pela Mata Atlântica, é conhecida por suas águas claras e areia fina e branca, sendo considerada uma das mais bonitas do estado e do Brasil. Possui lojas e conveniências.